# Danh sách tiểu hành tinh: 17101–17200
| Tên                 | Tên đầu tiên | Ngày phát hiện       | Nơi phát hiện  | Người phát hiện                                  |
| ------------------- | ------------ | -------------------- | -------------- | ------------------------------------------------ |
| 17101 Sakenova      | 1999 JZ38    | 10 tháng 5 năm 1999  | Socorro        | LINEAR                                           |
| 17102 Begzhigitova  | 1999 JB41    | 10 tháng 5 năm 1999  | Socorro        | LINEAR                                           |
| 17103 Kadyrsizova   | 1999 JC42    | 10 tháng 5 năm 1999  | Socorro        | LINEAR                                           |
| 17104 McCloskey     | 1999 JV46    | 10 tháng 5 năm 1999  | Socorro        | LINEAR                                           |
| 17105 -             | 1999 JC47    | 10 tháng 5 năm 1999  | Socorro        | LINEAR                                           |
| 17106 -             | 1999 JT48    | 10 tháng 5 năm 1999  | Socorro        | LINEAR                                           |
| 17107 -             | 1999 JJ51    | 10 tháng 5 năm 1999  | Socorro        | LINEAR                                           |
| 17108 Patricorbett  | 1999 JL51    | 10 tháng 5 năm 1999  | Socorro        | LINEAR                                           |
| 17109 -             | 1999 JF52    | 10 tháng 5 năm 1999  | Socorro        | LINEAR                                           |
| 17110 -             | 1999 JG52    | 10 tháng 5 năm 1999  | Socorro        | LINEAR                                           |
| 17111 -             | 1999 JH52    | 10 tháng 5 năm 1999  | Socorro        | LINEAR                                           |
| 17112 -             | 1999 JM52    | 10 tháng 5 năm 1999  | Socorro        | LINEAR                                           |
| 17113 -             | 1999 JE54    | 10 tháng 5 năm 1999  | Socorro        | LINEAR                                           |
| 17114 -             | 1999 JJ54    | 10 tháng 5 năm 1999  | Socorro        | LINEAR                                           |
| 17115 Justiniano    | 1999 JT54    | 10 tháng 5 năm 1999  | Socorro        | LINEAR                                           |
| 17116 -             | 1999 JO57    | 10 tháng 5 năm 1999  | Socorro        | LINEAR                                           |
| 17117 -             | 1999 JL58    | 10 tháng 5 năm 1999  | Socorro        | LINEAR                                           |
| 17118 -             | 1999 JM58    | 10 tháng 5 năm 1999  | Socorro        | LINEAR                                           |
| 17119 Alexisrodrz   | 1999 JP59    | 10 tháng 5 năm 1999  | Socorro        | LINEAR                                           |
| 17120 -             | 1999 JP60    | 10 tháng 5 năm 1999  | Socorro        | LINEAR                                           |
| 17121 Fernandonido  | 1999 JX60    | 10 tháng 5 năm 1999  | Socorro        | LINEAR                                           |
| 17122 -             | 1999 JH63    | 10 tháng 5 năm 1999  | Socorro        | LINEAR                                           |
| 17123 -             | 1999 JQ63    | 10 tháng 5 năm 1999  | Socorro        | LINEAR                                           |
| 17124 -             | 1999 JC65    | 12 tháng 5 năm 1999  | Socorro        | LINEAR                                           |
| 17125 -             | 1999 JB68    | 12 tháng 5 năm 1999  | Socorro        | LINEAR                                           |
| 17126 -             | 1999 JH68    | 12 tháng 5 năm 1999  | Socorro        | LINEAR                                           |
| 17127 -             | 1999 JE69    | 12 tháng 5 năm 1999  | Socorro        | LINEAR                                           |
| 17128 -             | 1999 JS75    | 10 tháng 5 năm 1999  | Socorro        | LINEAR                                           |
| 17129 -             | 1999 JM78    | 13 tháng 5 năm 1999  | Socorro        | LINEAR                                           |
| 17130 -             | 1999 JV79    | 13 tháng 5 năm 1999  | Socorro        | LINEAR                                           |
| 17131 -             | 1999 JL80    | 12 tháng 5 năm 1999  | Socorro        | LINEAR                                           |
| 17132 -             | 1999 JV80    | 12 tháng 5 năm 1999  | Socorro        | LINEAR                                           |
| 17133 -             | 1999 JC81    | 12 tháng 5 năm 1999  | Socorro        | LINEAR                                           |
| 17134 -             | 1999 JX81    | 12 tháng 5 năm 1999  | Socorro        | LINEAR                                           |
| 17135 -             | 1999 JD82    | 12 tháng 5 năm 1999  | Socorro        | LINEAR                                           |
| 17136 -             | 1999 JE82    | 12 tháng 5 năm 1999  | Socorro        | LINEAR                                           |
| 17137 -             | 1999 JK84    | 12 tháng 5 năm 1999  | Socorro        | LINEAR                                           |
| 17138 -             | 1999 JM84    | 12 tháng 5 năm 1999  | Socorro        | LINEAR                                           |
| 17139 Malyshev      | 1999 JS86    | 12 tháng 5 năm 1999  | Socorro        | LINEAR                                           |
| 17140 -             | 1999 JU86    | 12 tháng 5 năm 1999  | Socorro        | LINEAR                                           |
| 17141 -             | 1999 JV94    | 12 tháng 5 năm 1999  | Socorro        | LINEAR                                           |
| 17142 -             | 1999 JQ95    | 12 tháng 5 năm 1999  | Socorro        | LINEAR                                           |
| 17143 -             | 1999 JN97    | 12 tháng 5 năm 1999  | Socorro        | LINEAR                                           |
| 17144 -             | 1999 JW98    | 12 tháng 5 năm 1999  | Socorro        | LINEAR                                           |
| 17145 -             | 1999 JG99    | 12 tháng 5 năm 1999  | Socorro        | LINEAR                                           |
| 17146 -             | 1999 JB102   | 13 tháng 5 năm 1999  | Socorro        | LINEAR                                           |
| 17147 -             | 1999 JF102   | 13 tháng 5 năm 1999  | Socorro        | LINEAR                                           |
| 17148 -             | 1999 JJ105   | 12 tháng 5 năm 1999  | Socorro        | LINEAR                                           |
| 17149 -             | 1999 JM105   | 13 tháng 5 năm 1999  | Socorro        | LINEAR                                           |
| 17150 -             | 1999 JP109   | 13 tháng 5 năm 1999  | Socorro        | LINEAR                                           |
| 17151 -             | 1999 JB114   | 13 tháng 5 năm 1999  | Socorro        | LINEAR                                           |
| 17152 -             | 1999 JA118   | 13 tháng 5 năm 1999  | Socorro        | LINEAR                                           |
| 17153 -             | 1999 JK119   | 13 tháng 5 năm 1999  | Socorro        | LINEAR                                           |
| 17154 -             | 1999 JS121   | 13 tháng 5 năm 1999  | Socorro        | LINEAR                                           |
| 17155 -             | 1999 KZ1     | 16 tháng 5 năm 1999  | Kitt Peak      | Spacewatch                                       |
| 17156 Kennethseitz  | 1999 KS3     | 19 tháng 5 năm 1999  | Kitt Peak      | Spacewatch                                       |
| 17157               | 1999 KP6     | 21 tháng 5 năm 1999  | Xinglong       | Chương trình tiểu hành tinh Bắc Kinh Schmidt CCD |
| 17158 -             | 1999 KA8     | 18 tháng 5 năm 1999  | Socorro        | LINEAR                                           |
| 17159 -             | 1999 KG15    | 18 tháng 5 năm 1999  | Socorro        | LINEAR                                           |
| 17160 -             | 1999 LT10    | 8 tháng 6 năm 1999   | Socorro        | LINEAR                                           |
| 17161 -             | 1999 LQ13    | 9 tháng 6 năm 1999   | Socorro        | LINEAR                                           |
| 17162 -             | 1999 LX13    | 9 tháng 6 năm 1999   | Socorro        | LINEAR                                           |
| 17163 Vasifedoseev  | 1999 LT19    | 9 tháng 6 năm 1999   | Socorro        | LINEAR                                           |
| 17164 -             | 1999 LP24    | 9 tháng 6 năm 1999   | Socorro        | LINEAR                                           |
| 17165 -             | 1999 LS27    | 9 tháng 6 năm 1999   | Socorro        | LINEAR                                           |
| 17166 Secombe       | 1999 MC      | 17 tháng 6 năm 1999  | Reedy Creek    | J. Broughton                                     |
| 17167 -             | 1999 NB      | 4 tháng 7 năm 1999   | Kleť           | Kleť                                             |
| 17168 -             | 1999 NP3     | 13 tháng 7 năm 1999  | Socorro        | LINEAR                                           |
| 17169 Tatarinov     | 1999 NQ23    | 14 tháng 7 năm 1999  | Socorro        | LINEAR                                           |
| 17170 Vsevustinov   | 1999 NS25    | 14 tháng 7 năm 1999  | Socorro        | LINEAR                                           |
| 17171 -             | 1999 NB38    | 14 tháng 7 năm 1999  | Socorro        | LINEAR                                           |
| 17172 -             | 1999 NZ41    | 14 tháng 7 năm 1999  | Socorro        | LINEAR                                           |
| 17173 Evgenyamosov  | 1999 RN10    | 7 tháng 9 năm 1999   | Socorro        | LINEAR                                           |
| 17174 -             | 1999 RX53    | 7 tháng 9 năm 1999   | Socorro        | LINEAR                                           |
| 17175 -             | 1999 SS3     | 24 tháng 9 năm 1999  | Socorro        | LINEAR                                           |
| 17176 Viktorov      | 1999 SH17    | 30 tháng 9 năm 1999  | Socorro        | LINEAR                                           |
| 17177 -             | 1999 TA41    | 8 tháng 10 năm 1999  | Catalina       | CSS                                              |
| 17178 -             | 1999 TK218   | 15 tháng 10 năm 1999 | Socorro        | LINEAR                                           |
| 17179 Codina        | 1999 TC224   | 4 tháng 10 năm 1999  | Anderson Mesa  | LONEOS                                           |
| 17180 -             | 1999 TS291   | 10 tháng 10 năm 1999 | Socorro        | LINEAR                                           |
| 17181 -             | 1999 UM3     | 19 tháng 10 năm 1999 | Socorro        | LINEAR                                           |
| 17182 -             | 1999 VU      | 1 tháng 11 năm 1999  | Socorro        | LINEAR                                           |
| 17183 -             | 1999 VO2     | 5 tháng 11 năm 1999  | Catalina       | CSS                                              |
| 17184 Carlrogers    | 1999 VL22    | 13 tháng 11 năm 1999 | Fountain Hills | C. W. Juels                                      |
| 17185 Mcdavid       | 1999 VU23    | 14 tháng 11 năm 1999 | Fountain Hills | C. W. Juels                                      |
| 17186 Sergivanov    | 1999 VP28    | 3 tháng 11 năm 1999  | Socorro        | LINEAR                                           |
| 17187               | 1999 VM72    | 14 tháng 11 năm 1999 | Xinglong       | Chương trình tiểu hành tinh Bắc Kinh Schmidt CCD |
| 17188 -             | 1999 WC2     | 17 tháng 11 năm 1999 | Socorro        | LINEAR                                           |
| 17189 -             | 1999 WU3     | 28 tháng 11 năm 1999 | Oizumi         | T. Kobayashi                                     |
| 17190 Retopezzoli   | 1999 WY8     | 28 tháng 11 năm 1999 | Gnosca         | S. Sposetti                                      |
| 17191 -             | 1999 XS107   | 4 tháng 12 năm 1999  | Catalina       | CSS                                              |
| 17192 Loharu        | 1999 XL172   | 10 tháng 12 năm 1999 | Socorro        | LINEAR                                           |
| 17193 Alexeybaran   | 1999 XC205   | 12 tháng 12 năm 1999 | Socorro        | LINEAR                                           |
| 17194 -             | 1999 XA221   | 14 tháng 12 năm 1999 | Socorro        | LINEAR                                           |
| 17195 Jimrichardson | 1999 XQ234   | 3 tháng 12 năm 1999  | Anderson Mesa  | LONEOS                                           |
| 17196 Mastrodemos   | 1999 XW234   | 3 tháng 12 năm 1999  | Anderson Mesa  | LONEOS                                           |
| 17197 Matjazbone    | 2000 AC12    | 3 tháng 1 năm 2000   | Socorro        | LINEAR                                           |
| 17198 Gorjup        | 2000 AA31    | 3 tháng 1 năm 2000   | Socorro        | LINEAR                                           |
| 17199 -             | 2000 AT40    | 3 tháng 1 năm 2000   | Socorro        | LINEAR                                           |
| 17200 -             | 2000 AF47    | 4 tháng 1 năm 2000   | Socorro        | LINEAR                                           |